# تيري نيشن
تيري نيشن (بالإنجليزية: Terry Nation)‏ (8 أغسطس 1930، كارديف في المملكة المتحدة - 9 مارس 1997، لوس أنجلوس في الولايات المتحدة)؛ كاتب سيناريو وروائي بريطاني-ويلزي.

## روابط خارجية
- تيري نيشن على موقع IMDb (الإنجليزية)
- تيري نيشن على موقع ألو سيني (الفرنسية)
- تيري نيشن على موقع تيرنر كلاسيك موفيز (الإنجليزية)
- تيري نيشن على موقع أول موفي (الإنجليزية)
- تيري نيشن على موقع قاعدة بيانات الأفلام السويدية (السويدية)
- تيري نيشن على موقع قاعدة بيانات الفيلم (الإنجليزية)
- تيري نيشن على موقع كينوبويسك (الروسية)